# Каталонский ренессанс
Катало́нский ренесса́нс или катала́нское возрожде́ние (кат. Renaixença) — литературное, языковое и культурное движение, возникшее в среде этнических каталонцев королевства Испания за возрождение каталонского в качестве полноценного самодостаточного языка, независимого от кастильского. Движение имело довольно большой успех, поскольку проходило параллельно процессу активной индустриализации Каталонии, более динамичная экономика которой позволила ей выделиться на фоне отсталой аграрной Испании. В конце периода ренессанса (1833—1892), в котором выделяют несколько этапов, носители каталонского языка, в особенности крупная и мелкая городская буржуазия, перестали ощущать свой язык диалектом испанского. Более того, ренессанс прямо или косвенно стимулировал движение за независимость Каталонии. Параллельно в этнокультурной среде соседних миноритарных народов наблюдаются схожие, но в конечном итоге несколько менее успешные, феномены возрождения интереса к собственной культуре и языку (майоркский ренессанс у балеарцев, решурдименто у галисийцев и движение фелибров во французском Провансе).

## Предыстория

### Средние века
Установление политических границ в средние века привело к дифференциации центральной Романии на довольно близкие провансальский и каталонский языки. Последний получил официальный статус в королевстве Арагон. В пределах Арагона произошло существенное расширение каталонского языка в средние века: в ходе Реконкисты он вытеснил арабский язык Валенсии и соседствовавшие с ним мосарабские говоры, распространился на Балеарские острова и частично на запад о. Сардиния. Сохраняется богатая средневековая литература на обоих языках средневекового периода. В XIII—XIV контингенты альмогаваров широко использовали каталонский язык по всему северному средизменоморью: на нём написана знаменитая Хроника Мунтанера о боевых действия против мусульман в Малой Азии.
Заключение унии с Испанией привело к постепенному усилению позиций кастильского языка и в самой Каталонии. В 1733 году Карл III издал декрет формально запрещающий использование каталонского языка в общественных местах, однако слабый уровень исполнения законов приводил к тому что испанский язык, хотя и был уже знаком широким слоям населения Каталонии, по-прежнему весьма ограниченно употреблялся к примеру в системе начального образования. Более того, нотариальные документы и прочая мелкая местная документация до начала XIX составлялись преимущественно на каталонском языке. Тем не менее, языков возвышенной литературы в регионе с XV века является испанский.
Период падения интереса завершился в XIX веке: в этот период Каталония стала очагом индустриализации и прогресса в отсталой и захолустной Испании. Зажиточная каталонская буржуазия начала активно противопоставлять свою языковую идентичностью обнищавшим испанским дворянам и крестьянам, устремившимся на работу в каталанские фабрики и заводы.

## Первый этап (1833—1859)
На начальном этапе каталонское возрождение имеет прeимущественно тематический характер: каталонские писатели всё больше времени уделяют собственно каталонской тематике, хотя языком их произведений остается почти везде кастильский, который продолжает восприниматься как более высокая стилистическая разновидность каталонского. Поворотным моментом в этом относительно безобидном (для единой Испании) явлении поставил закон Мояно 1857 года, согласно которому всеобщее начальное образование по всей Испании должно отныне осуществляться исключительно на кастильском языке. В ответ каталонская интеллигенция идёт на сознательный разрыв не только с общеиспанской тематикой, но и с испанским языком.

## Последствия
Длительное время испанский (кастильский) язык был единственным официальным языком провинции. В период между концом XVIII столетия и 1975 годом, когда завершилась диктатура Франко, правительство Испании проводило политику полной испанизации. После смерти Франко положение изменилось: в Уставе Каталонской Автономии 1979 года лишь каталанский язык объявлялся «собственным языком Каталонии». В 1980-х годах все школы и ВУЗы Каталонии были обязаны использовать только каталанский язык в качестве единственного языка классного образования; испанский же язык в школах Каталонии разрешено преподавать в школах как предмет в объёме два часа в неделю. В 2010 году часть положений Устава Каталонской Автономии была отменена Конституционным судом Испании.